# Tyra Löfkvist
Tyra Concordia Löfkvist, född 14 juni 1905 i Ulricehamn, död 7 december 1989 i Karlshamn, var en svensk socialdemokratisk politiker.
Löfkvist var dotter till stenarbetare Adolf Augustsson och Maria, född Nyman. Gift 1:o 1926 med stenhuggaren Gustaf Löfqvist (1897–1957). Barn: Inez, Karin, Ingemar.   
Gift 2:o 22 december 1970 med Axel Emanuel Lundberg (1904-1984).  
Löfkvist var barnavårdsman i Mörrum 1946–1952, och var ledamot av riksdagens andra kammare 1950–1970, invald i Blekinge läns valkrets. Hon valdes in i 1:a lagutskottet 1951, satt i trädgårdsnäringsutredningen, var ledamot av direktionen för landstingets vårdhem i Ronneby, huvudman för Mörrums sparbank från 1957, styrelseledamot i SAP-distriktet Blekinge län, ordförande för Semesterhemmet för arbetarkvinnor i Blekinge län från 1965 samt styrelseledamot i Blekinge 1; FN-förening.